# Revolución de 1848 en los Estados de los Habsburgo

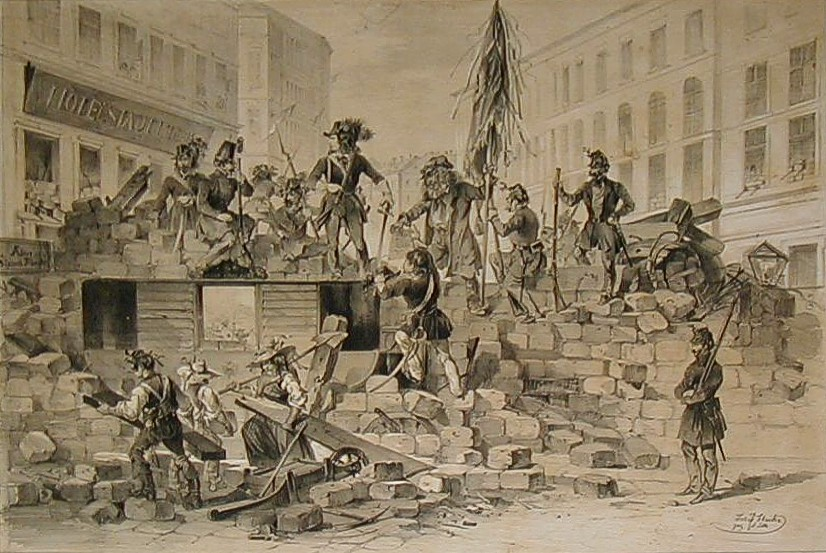
Barricadas en Viena, 26 de mayo de 1848.

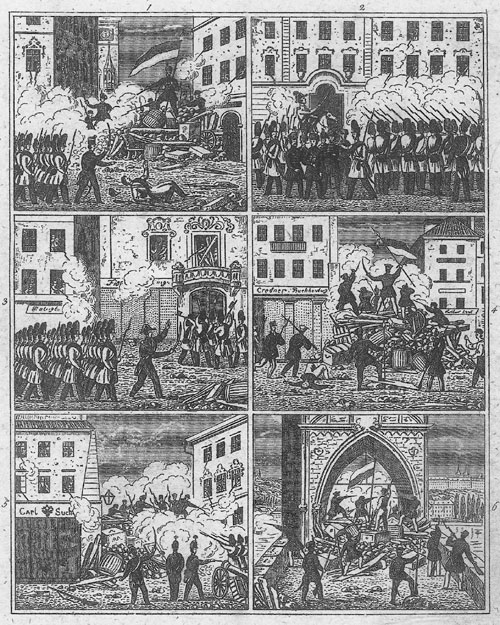
Barricadas en Praga, junio de 1848.

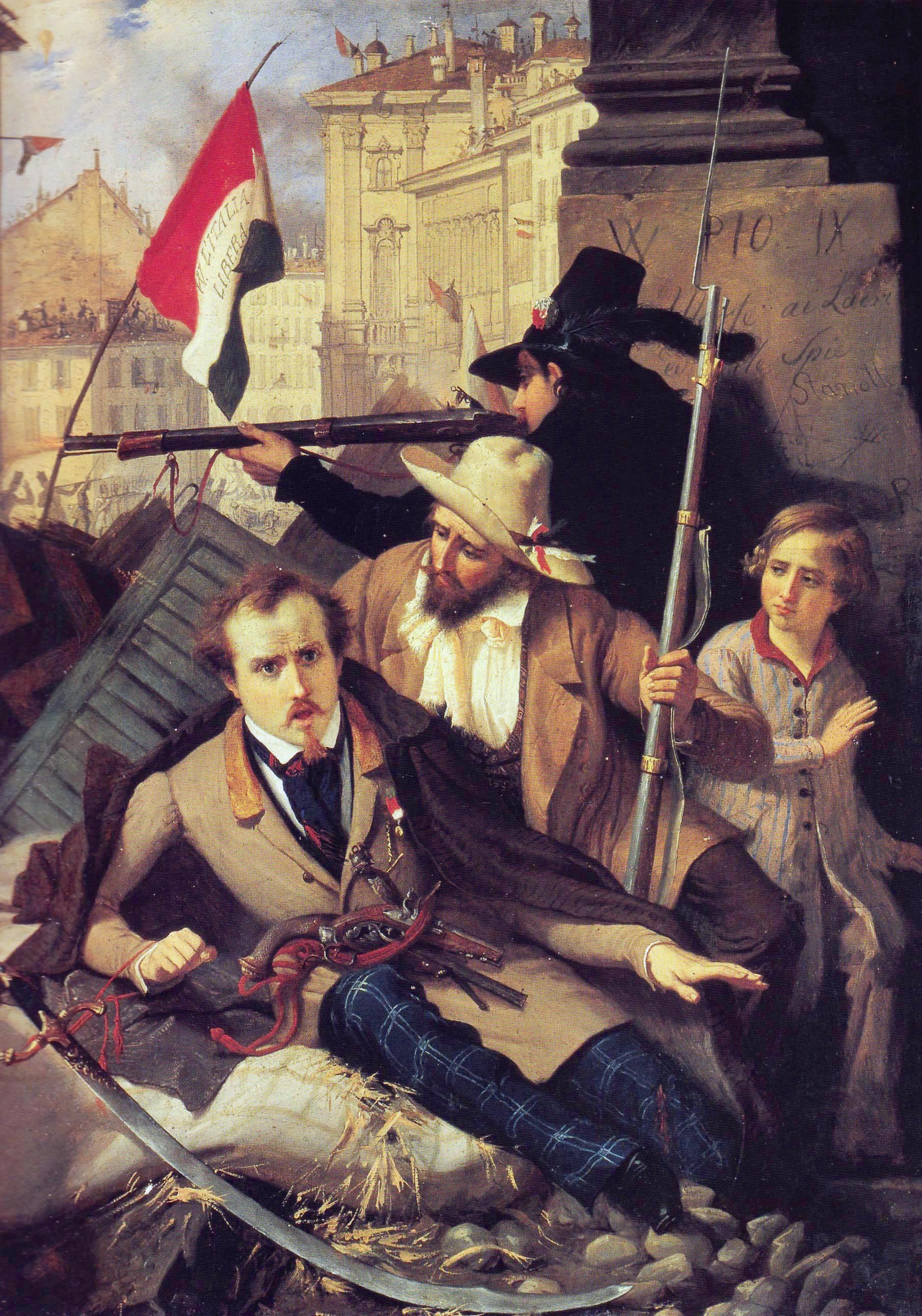
Episodio de los cinco días de Milán, 18-22 de marzo de 1848.

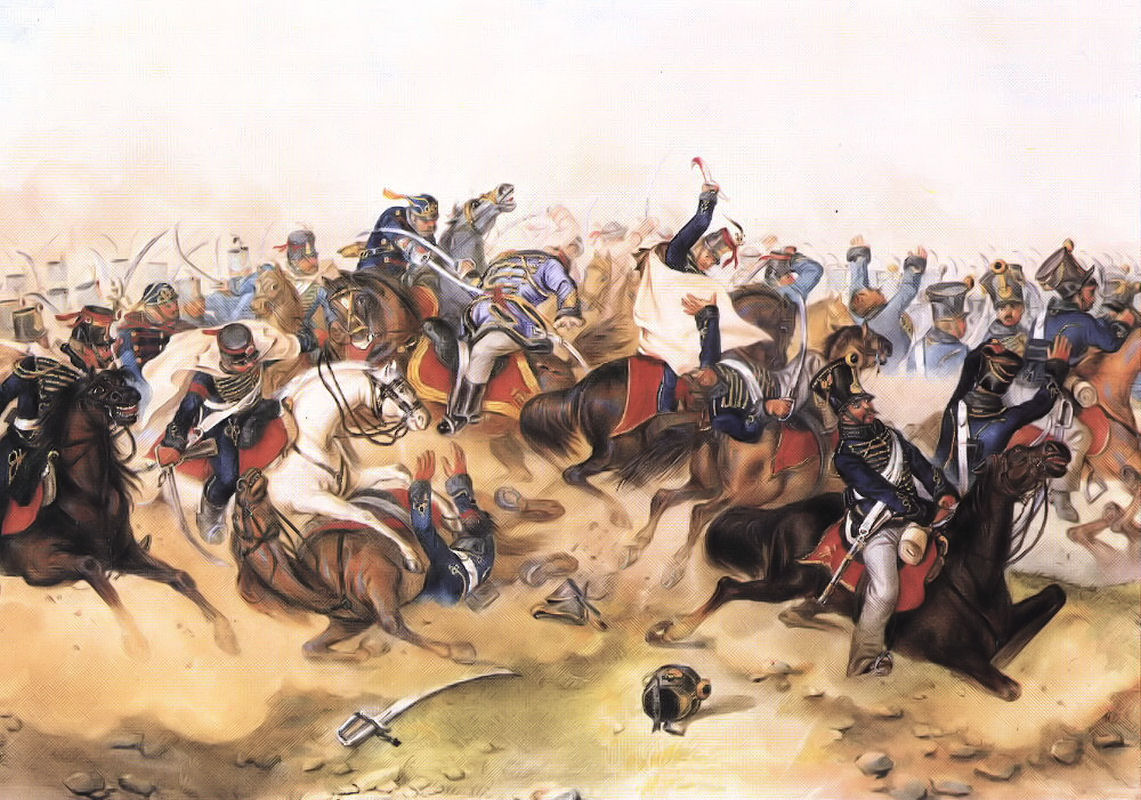
Batalla de Tápióbicske, Hungría, 4 de abril de 1849.

La revolución de 1848 en los Estados de los Habsburgo fue un conjunto de movimientos revolucionarios que se sucedieron en los Estados de los Habsburgo (el Imperio austríaco y sus territorios dependientes en la Europa central, los Balcanes e Italia) entre marzo de 1848 y julio de 1849, de forma simultánea al ciclo revolucionario europeo, iniciado en Francia y conocido historiográficamente como la revolución de 1848.
Los sucesos fueron tan graves que la propia continuidad del Imperio se vio amenazada. Abdicó el emperador Fernando I, que fue sucedido por el joven Francisco José, y el canciller Metternich, que desde 1815 había presidido la vida política europea, tuvo que dimitir.
Además de su condición ideológica liberal, que cuestionaba frontalmente los principios absolutistas del sistema político, la actividad revolucionaria tenía un fuerte carácter nacionalista, lo que era especialmente grave para un Estado multinacional, gobernado desde Viena pero compuesto por múltiples minorías étnicas en proceso de definición como naciones (alemanes, húngaros, rumanos, italianos, diferentes tipos de eslavos —polacos, checos, eslovacos, rutenos (ucranianos), eslovenos, croatas, bosnios, serbios—, etc.), cada una de ellas con distintas aspiraciones, incompatibles entre sí (autonomía, independencia o incluso imposición hegemónica sobre otras). El escenario se complicó aún más por la simultaneidad de la revolución de 1848 en Alemania, donde el movimiento nacionalista pretendía la unificación alemana, lo que implicaba la participación de la parte del Imperio austríaco identificable con esa nacionalidad. La base social de los movimientos revolucionarios era, según las zonas, de un mayor peso de elementos de las clases medias (burguesía) o incluso de las clases altas (aristocracia, especialmente en Hungría). El protagonismo popular, o de las clases bajas, no fue tan importante como en la revolución de 1848 en Francia, como correspondía al menor desarrollo socioeconómico de esta zona de Europa, que sólo en los escasos núcleos industriales había producido la presencia de masas proletarias.
El fracaso de la revolución se debió en gran medida a la disparidad de objetivos de sus protagonistas.

## Periodo "pre-marzo"
El conservadurismo predominante en la política imperial combatía cualquier oposición, restringió duramente la libertad de prensa y limitó la actividad universitaria, incluso prohibió las fraternidades de estudiantes.

### Conflictos sociales y políticos
La conflictividad socioeconómica entre deudores y acreedores rurales y los conflictos por los derechos de uso de la tierra llegaron a producir episodios violentos en zonas de Hungría (como también ocurrió en Francia). La conflictividad de origen religioso se centró en la oposición de los grupos no católicos a la confesionalidad católica del Imperio, haciéndose indistinguible de la oposición política al mismo en términos ideológicos y nacionalistas. La utilización de la fuerza armada para recaudar impuestos atrajo muchas simpatías al campo revolucionario. El empeño de Metternich por mantener la costosa implicación del ejército austriaco en intervenciones por toda Europa en defensa de las monarquías absolutas había exigido un gran esfuerzo en reclutamiento y gasto militar, suscitando un sentimiento antimilitarista entre la población civil. La continuidad de la situación semifeudal del campo producía descontento en el campesinado, mientras las clases medias ilustradas percibían esta situación como un freno al desarrollo económico capitalista, que necesitaba la libertad económica y de trabajo.
A pesar de la ausencia de libertad de prensa o de libertad de asociación, se había producido un florecimiento de la cultura alemana entre los estudiantes de las universidades y las llamadas escuelas josefinas. Se publicaban todo tipo de panfletos y periódicos sobre temas culturales, donde se discutían temas que iban de lo lingüístico a lo político, donde la exigencia de reformas en un sentido liberal era un lugar común.
Entre los clubes vieneses de orientación liberal estaban el Legal-Political Reading Club (1842) y el Club de la Prensa (Presseclub Concordia, 1840). La en:Lower Austrian Manufacturers' Association (1840) formó también parte de un gran número de asociaciones que se caracterizaban por su posicionamiento crítico al gobierno de Metternich: cafeterías, salones e incluso stages. En cualquier caso, hasta 1848 sus demandas no incluían la libertad de reunión o la redacción de una constitución, ni mucho menos el republicanismo. Simplemente se pretendía un relajamiento de la censura, la libertad religiosa, la libertad económica y, sobre todo, una administración más competente. Incluso se oponían explícitamente al sufragio universal y a la soberanía popular.
A la izquierda política de estos clubes surgió una intelligentsia radicalizada, alimentada por las escasas oportunidades de empleo para las generaciones que estaban recibiendo educación superior.

### Causas próximas del estallido revolucionario
En 1846 hubo un levantamiento de la nobleza polaca de Galitzia, la que había tocado a Austria en los repartos de Polonia. Sólo se consiguió contener cuando el levantamiento campesino hizo ver a los nobles que el Imperio era la mejor garantía para el mantenimiento de su posición socioeconómica. La crisis económica de 1845-47 causó una grave recesión y escasez de alimentos en todo el continente. A finales de febrero de 1848, estalló la revolución en París. La abdicación de Luis Felipe fue percibida como una señal de esperanza que provocó el estallido de revueltas por toda Europa.

## Revolución en Austria
La llegada de las noticias de la revolución, en marzo de 1848, provocó un levantamiento en Viena, donde la Dieta de Baja Austria exigió la destitución de Metternich (13 de marzo). Ante la ausencia de apoyos, el emperador Fernando I consideró conveniente aceptar el sacrificio de su principal activo político, que tuvo que exiliarse en Londres, y para sustituirle formó sucesivamente, hasta noviembre, cinco breves gobiernos con nuevos ministros nominalmente liberales (conde Franz Anton Kolowrat, del 17 de marzo al 4 de abril, conde Karl Ludwig von Ficquelmont, del 4 de abril al 4 de mayo, barón Franz von Pillersdorf, del 4 de mayo al 8 de julio, barón Anton von Doblhoff-Dier, del 8 de julio al 18 de julio, y barón Johann von Wessenberg, del 19 de julio al 20 de noviembre).
La debilidad del ejército austriaco impedía restablecer el orden. El mariscal Joseph Radetzky no conseguía que sus tropas se enfrentaran contra los insurgentes de Milán (cinco días de Milán, del 18 al 22 de marzo de 1848) y Venecia (República de San Marco), ante lo cual ordenó la evacuación del ejército de estas zonas de Italia (Lombardía) y (Véneto), dando lugar a la Primera guerra de la Independencia italiana.
En octubre cuando las tropas austríacas pasaban por Viena para sofocar la insurrección en Hungría, se produjo un nuevo levantamiento.

## Revolución en Voivodina

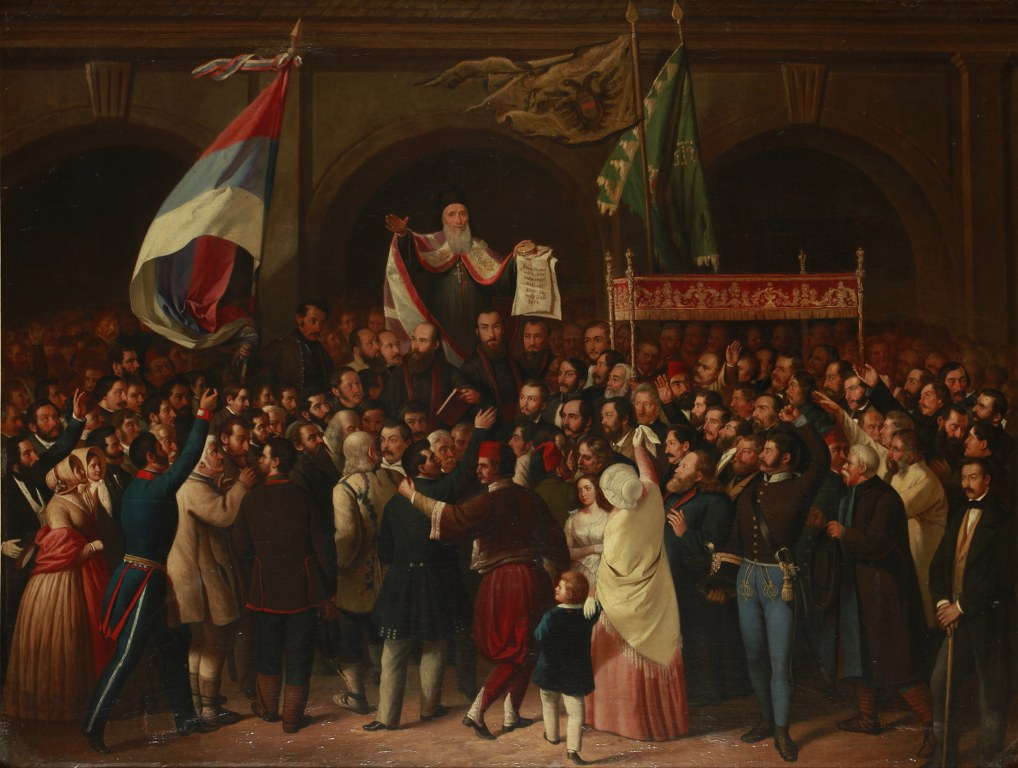
Proclamación de la Voivodina serbia en mayo de 1848.

Se produjo un movimiento de carácter nacionalista entre los serbios de Voivodina, territorio bajo dominio austriaco (el resto de Serbia pertenecía al Imperio otomano). En la llamada Asamblea de Mayo (Мајска скупштина / Majska skupština), que tuvo lugar entre el 1 y el 3 de mayo de 1848 en la ciudad de Sremski Karlovci, se solicitó a Viena la autonomía. La respuesta fue la fundación del Voivodato de Serbia y Banato de Tamis, como provincia del Imperio.